# Pauline Betz
Pauline Betz (Dayton, 6 de agosto de 1919 - 31 de mayo de 2011) fue una tenista estadounidense.
No tuvo contacto con el tenis hasta los 15 años de edad, sin embargo, como estudiante ganó el Abierto de Estados Unidos en 1942 en Forest Hills y pudo defender el título en las dos ediciones siguientes. En el año 1946 consiguió vencer tanto en el Campeonato de Wimbledon como en el US Open.
En 1965 fue incluida en el Salón de la Fama del Tenis Internacional.